# (100916) 1998 KU50
(100916) 1998 KU50 es un asteroide perteneciente al cinturón de asteroides, región del sistema solar que se encuentra entre las órbitas de Marte y Júpiter, descubierto el 23 de mayo de 1998 por el equipo del Lincoln Near-Earth Asteroid Research desde el Laboratorio Lincoln, Socorro, Nuevo México, Estados Unidos.

## Designación y nombre
Designado provisionalmente como 1998 KU50. 

## Características orbitales
1998 KU50 está situado a una distancia media del Sol de 3,139 ua, pudiendo alejarse hasta 3,428 ua y acercarse hasta 2,850 ua. Su excentricidad es 0,092 y la inclinación orbital 17,04 grados. Emplea 2031,98 días en completar una órbita alrededor del Sol.

## Características físicas
La magnitud absoluta de 1998 KU50 es 14,2. Tiene 4,576 km de diámetro y su albedo se estima en 0,212. 